# Tausend Clowns
Tausend Clowns ist eine US-amerikanische Filmkomödie des Regisseurs Fred Coe aus dem Jahr 1965 nach dem gleichnamigen Bühnenstück von Herb Gardner. Deutschland-Premiere war am 15. September 1966.

## Handlung
Murray Burns, ein arbeitsloser TV-Drehbuchautor, lebt zusammen mit seinem zwölfjährigen Neffen Nick in einem unordentlichen New Yorker Ein-Raum-Appartement. Seit fünf Monaten ist Murray arbeitslos. Zuletzt schrieb er die Gags für den mitleiderregenden Komödianten Leo Herman, der eine Kindersendung moderierte. Vor sieben Jahren ließ Murrays Schwester ihren Sohn Nick alleine. Nun besucht er eine Schule für begabte Kinder.
Nick schreibt eine Klassenarbeit über das System der Arbeitslosenhilfe. Da er dabei seine bzw. Murrays Situation darin einfließen lässt, lässt die Schuldirektion einen Sozialarbeiter die Lebensumstände des Jungen erkunden. Murray wird vom Child Welfare Bureau (vergleichbar mit dem deutschen Kinderschutzbund) vor die Wahl gestellt, sich eine Arbeit zu suchen oder das Sorgerecht für seinen Neffen zu verlieren. Murray beginnt Sandra, die Psychologin, die sich um Nicks Fall kümmert, zu umgarnen.
Murray versucht Arbeit zu finden; er stellt sich der großen Verantwortung. Als er jedoch wieder als Schreiber für den Komödianten arbeiten soll, verliert er den Respekt seines Neffen. Nick hingegen erzählt dem Komödianten, wie schlecht er sei. Zum Schluss räumen Nick und Sandra das Appartement auf. Ein normales Leben kann beginnen.

## Kritiken
„Thematisch und darstellerisch bemerkenswerte Verfilmung eines Bühnenstücks, die sich zu einer sympathischen Hymne auf Lebensfreude, Menschlichkeit und Humor verdichtet. Inszenatorisch eher hausbacken, da die räumliche Enge der Theatervorlage nur unzureichend aufgebrochen wird.“

„In jeder Hinsicht eine gelungene Bearbeitung seiner Vorlage, ist "Tausend Clowns" ein anrührender und oft umwerfend komischer Film.“

„Eine von der Idee her unterhaltsame und humorvolle Komödie, deren Verfilmung unbefriedigend bleibt, weil sich Regie und Kamera nur selten vom Theater zu lösen vermögen und die Naivität des Stoffes übernehmen.“

## Hintergrund
- Das Bühnenstück, in dem Jason Robards ebenso die Rolle des Murray Burns spielte, wurde 1963 mit dem Tony Award ausgezeichnet.
- Für Barbara Harris war es die erste Rolle in einem Kinofilm.

## Auszeichnungen
- 1966 Oscar in der Kategorie Bester Nebendarsteller - Martin Balsam
- 1966 Oscarnominierungen in den Kategorien Bester Film, Bestes adaptiertes Drehbuch und Beste Filmmusik
- 1966 Nominierungen für den Golden Globe in den Kategorien Bester Film – Komödie oder Musical, Bester Hauptdarsteller – Komödie oder Musical (Jason Robards) und Beste Hauptdarstellerin – Komödie oder Musical (Barbara Harris)
- 1966 Golden Laurel für Martin Balsam als bester Nebendarsteller
- 1966 WGA Award der Writers Guild of America für Herb Gardner